# Miguel Ramón Zapater
Fray Miguel Ramón Zapater (Ejea de los Caballeros, 1628 – Alcañiz, 1674) fue un monje del Císter, teólogo e historiador español, Cronista mayor de Aragón de forma interina en 1661.

## Biografía
Nacido en Ejea de los Caballeros, hijo de Ramón Martín Zapater, médico de Zaragoza, e Isabel López, originaria de Estella. En 1646, a los diecisiete años, recibió sus órdenes en el monasterio de Valparaíso, en la provincia de Zamora. A partir de ese momento comenzó su educación en diversos colegios.
En 1661 fue trasladado al monasterio de Nuestra Señora de Rueda, en los alrededores de Escatrón, en la provincia de Zaragoza. Un hecho poco común, ya que Valparaíso y Rueda pertenecían a congregaciones distintas, a pesar de ser ambos monasterios cistercienses. Mantuvo buenas relaciones con Valparaíso, como muestra el hecho de que obtuviera el cargo de catedrático de Teología en el Colegio de San Bernardo de Salamanca.
En 1661 el recién nombrado cronista mayor de Aragón, Francisco Diego de Sayas, se puso enfermo y la Diputación de Aragón buscó a Zapater para ocupar el cargo mientras Sayas no se recuperase: «[...] y habiendo en este tiempo determinado los diputados que la continuación de la historia fuese menos detenida y se adelantase en lo posible en los reinados siguientes, quedó a cargo del cronista ordinario una parte, y la otra a la del maestro Zapater.» De Sayas recuperó la salud y retomó su cargo, para volver a caer enfermo en 1664 y ser sustituido temporalmente por José Fernández. De Sayas tuvo que dejar el cargo en 1669, siendo sustituido por Juan José Porter y Casanate.
Falleció durante una estancia en Alcañiz, en 1674, a los 46 años. La apreciación por su conocimiento y su labor llevaron al monasterio a encargar un retrato con la inscripción «Rvdmus P.M.D.F. Michael Zapater, filius Rotae, historiografus Regis, Regni et Religionis Salmanticae theologiae Lector mandavit praelo tomum de Císter Militante alium de Historiae Regni».

## Obras
- Ramón Zapater, Miguel (1662). Císter militante en la campaña de la Iglesia contra la sarracena furia. Historia general de las Caballerías del Templo de Salomón, Calatrava, Alcántara, Avis, Montesa y Cristo. Zaragoza: Agustin Verges.[3]

«Después de un bosquejo de la historia del Císter, madre de las otras Ordenes  militares, va la historia de éstas, cada una por separado y por el orden que indica la portada, llevando delante una lámina grabada  en cobre de la insignia de cada cual de ellas. Lleva la narración muchos documentos ó sus extractos para mejor prueba de lo que se dice. Se corrigen errores de otros libros, y son innumerables las noticias, no siempre exactas, de la Historia nacional. Acompañan los catálogos de los maestres. Las noticias de la propagación del Temple en  España son poco conocidas, y lo era aún menos la regla de dicha Orden, dispuesta  por San  Bernardo, y que se incluye traducida.»
- Vida, milagros y reglas de N. P. San Bernardo, Zaragoza, 1663;
- Anales de la corona del Reino de Aragón, Zaragoza, 1663;
- Resumen del quaderno que contiene la fundación y excelencias del monasterio de Nuestra Señora de Iranzu, de Navarra[5][6]